# ییرژی استراکا
ییرژی استراکا (انگلیسی: Jiří Straka؛ زادهٔ ۱۴ آوریل ۱۹۶۹) است. همچنین به عنوان قاتل اسپارتاکیاد شناخته می‌شود، یک قاتل زنجیره‌ای اهل چک است که مسئول ۱۱ حمله به زنان در پراگ بین فوریه تا مه ۱۹۸۵، زمانی که ۱۵ تا ۱۶ ساله بود، سه مورد از آنها کشنده بود. وی از آنجایی که در زمان ارتکاب این جنایات کودک بود، مجرم شناخته و به ۱۰ سال حبس محکوم شد.
پس از آزادی از زندان در سال ۲۰۰۴، او به‌طور قانونی نام خود را تغییر داد و اکنون در نقطه دیگری از کشور زندگی می‌کند.